# فيفيان مالون جونز
فيفيان مالون جونز (بالإنجليزية: Vivian Malone Jones) (15 يوليو 1942 – 13 أكتوبر 2005) كانت أحد أول طالبين أمريكيَين أفارقة يسجلون في جامعة ألاباما عام 1963 وهي أول أمريكية أفريقية تتخرج من هذه الجامعة. اشتهرت مالون عندما حاول حاكم ولاية ألاباما جورج والاس منعها هي وجيمس هود من التسجيل في الجامعة التي كانت آنذاك خاصة بأصحاب البشرة البيضاء.